# Rühlingshausen
Rühlingshausen ist ein Ort auf der Gemarkung des heutigen Heilbronner Stadtteils Böckingen im nördlichen Baden-Württemberg, der etwa um 1400 völlig abging. Er lag etwa 3,2 km südwestlich von Böckingen an einem vorgeschichtlichen Hochweg, der auf den Heuchelberg führte.
1383 wurde im Heilbronner Urkundenbuch eine „Rühlingshauserin, eine Metzgerin“ erwähnt, ebenso 1476 ein „Edler von Rühlingshausen“ im Heilbronner Beedbuch. Die Einwohner Rühlingshausens sind vermutlich bereits im 14. Jahrhundert nach Heilbronn umgesiedelt, woraufhin der Ort verkam.
Die Endung -inghausen deutet auf einen für Norddeutschland typischen Ortsnamen hin. Diese norddeutschen Ortsnamen bestehen zum einen aus einem Insassennamen, daher -ing, und zum anderen aus dem Grundwort -hausen.
Der Böckinger Flurname „Rühlingshausen“ 3,2 km südwestlich von Böckingen bei Klingenberg weist auf die Wüstung hin. An den Ort erinnert auch die „Rühlingshäuser Straße“ in Klingenberg.